# Natalensia nana
Natalensia nana är en insektsart som beskrevs av De Lotto 1961. Natalensia nana ingår i släktet Natalensia och familjen ullsköldlöss.
Artens utbredningsområde är Kenya. Inga underarter finns listade i Catalogue of Life.